# Міхай Деак-Бардош
Міхай Деак-Бардош (угор. Deák Bárdos Mihály; нар. 30 січня 1975, Мішкольц) — угорський борець греко-римського стилю, п'ятиразовий срібний призер чемпіонатів світу, чемпіон, дворазовий срібний та триразовий бронзовий призер чемпіонатів Європи, переможець та бронзовий призер Кубків світу, учасник чотирьох Олімпійських ігор.

## Життєпис
Боротьбою почав займатися з 1986 року. Був срібним призером чемпіонату світу 1995 року серед молоді.
Виступав за борцівський клуб «Діошдьйор». Тренер — Аттіла Репка.

## Спортивні результати на міжнародних змаганнях

### Виступи на Олімпіадах
| Змагання                    | Збірна   | Вагова категорія                  | Місце |
| --------------------------- | -------- | --------------------------------- | ----- |
| Літні Олімпійські ігри 2000 | Угорщина | греко-римська боротьба, до 130 кг | 11    |
| Літні Олімпійські ігри 2004 | Угорщина | греко-римська боротьба, до 120 кг | 10    |
| Літні Олімпійські ігри 2008 | Угорщина | греко-римська боротьба, до 120 кг | 7     |
| Літні Олімпійські ігри 2012 | Угорщина | греко-римська боротьба, до 120 кг | 11    |

### Виступи на Чемпіонатах світу
| Змагання                        | Збірна   | Вагова категорія                  | Місце  |
| ------------------------------- | -------- | --------------------------------- | ------ |
| Чемпіонат світу з боротьби 1997 | Угорщина | греко-римська боротьба, до 130 кг | Срібло |
| Чемпіонат світу з боротьби 1998 | Угорщина | греко-римська боротьба, до 130 кг | 9      |
| Чемпіонат світу з боротьби 1999 | Угорщина | греко-римська боротьба, до 130 кг | 7      |
| Чемпіонат світу з боротьби 2001 | Угорщина | греко-римська боротьба, до 130 кг | Срібло |
| Чемпіонат світу з боротьби 2002 | Угорщина | греко-римська боротьба, до 120 кг | Срібло |
| Чемпіонат світу з боротьби 2003 | Угорщина | греко-римська боротьба, до 120 кг | Срібло |
| Чемпіонат світу з боротьби 2005 | Угорщина | греко-римська боротьба, до 120 кг | Срібло |
| Чемпіонат світу з боротьби 2006 | Угорщина | греко-римська боротьба, до 120 кг | 5      |
| Чемпіонат світу з боротьби 2007 | Угорщина | греко-римська боротьба, до 120 кг | 5      |
| Чемпіонат світу з боротьби 2009 | Угорщина | греко-римська боротьба, до 120 кг | 8      |
| Чемпіонат світу з боротьби 2010 | Угорщина | греко-римська боротьба, до 120 кг | 18     |
| Чемпіонат світу з боротьби 2011 | Угорщина | греко-римська боротьба, до 120 кг | 5      |
| Чемпіонат світу з боротьби 2013 | Угорщина | греко-римська боротьба, до 120 кг | 5      |

### Виступи на Чемпіонатах Європи
| Змагання                         | Збірна   | Вагова категорія                  | Місце  |
| -------------------------------- | -------- | --------------------------------- | ------ |
| Чемпіонат Європи з боротьби 1997 | Угорщина | греко-римська боротьба, до 125 кг | 11     |
| Чемпіонат Європи з боротьби 1998 | Угорщина | греко-римська боротьба, до 130 кг | 4      |
| Чемпіонат Європи з боротьби 1999 | Угорщина | греко-римська боротьба, до 130 кг | 15     |
| Чемпіонат Європи з боротьби 2000 | Угорщина | греко-римська боротьба, до 130 кг | Бронза |
| Чемпіонат Європи з боротьби 2001 | Угорщина | греко-римська боротьба, до 130 кг | Золото |
| Чемпіонат Європи з боротьби 2002 | Угорщина | греко-римська боротьба, до 120 кг | Срібло |
| Чемпіонат Європи з боротьби 2003 | Угорщина | греко-римська боротьба, до 120 кг | Срібло |
| Чемпіонат Європи з боротьби 2005 | Угорщина | греко-римська боротьба, до 120 кг | 7      |
| Чемпіонат Європи з боротьби 2008 | Угорщина | греко-римська боротьба, до 120 кг | 18     |
| Чемпіонат Європи з боротьби 2009 | Угорщина | греко-римська боротьба, до 120 кг | Бронза |
| Чемпіонат Європи з боротьби 2010 | Угорщина | греко-римська боротьба, до 120 кг | 10     |
| Чемпіонат Європи з боротьби 2011 | Угорщина | греко-римська боротьба, до 120 кг | Бронза |
| Чемпіонат Європи з боротьби 2012 | Угорщина | греко-римська боротьба, до 120 кг | 5      |

### Виступи на Кубках світу
| Змагання                    | Збірна   | Вагова категорія                  | Місце  |
| --------------------------- | -------- | --------------------------------- | ------ |
| Кубок світу з боротьби 2006 | Угорщина | греко-римська боротьба, до 120 кг | Бронза |
| Кубок світу з боротьби 2008 | Угорщина | греко-римська боротьба, до 120 кг | Золото |
| Кубок світу з боротьби 2009 | Угорщина | греко-римська боротьба, до 120 кг | 5      |
| Кубок світу з боротьби 2010 | Угорщина | греко-римська боротьба, до 120 кг | 7      |

### Виступи на інших змаганнях
| Змагання                                                      | Збірна   | Вагова категорія                  | Місце  |
| ------------------------------------------------------------- | -------- | --------------------------------- | ------ |
| Гран-прі Німеччини з боротьби 2005                            | Угорщина | греко-римська боротьба, до 120 кг | Срібло |
| Золотий Гран-прі з боротьби 2006                              | Угорщина | греко-римська боротьба, до 120 кг | 4      |
| Золотий Гран-прі з боротьби 2009                              | Угорщина | греко-римська боротьба, до 120 кг | 5      |
| Золотий Гран-прі з боротьби 2010 (Сомбатгей)                  | Угорщина | греко-римська боротьба, до 120 кг | Бронза |
| Золотий Гран-прі з боротьби 2010 (Баку)                       | Угорщина | греко-римська боротьба, до 120 кг | Бронза |
| Золотий Гран-прі з боротьби 2011 (Сомбатгей)                  | Угорщина | греко-римська боротьба, до 120 кг | Срібло |
| Кубок Президента Казахстану з боротьби 2011                   | Угорщина | греко-римська боротьба, до 120 кг | Бронза |
| Золотий Гран-прі з боротьби 2011 (Баку)                       | Угорщина | греко-римська боротьба, до 120 кг | Срібло |
| Золотий Гран-прі з боротьби 2012 (Сомбатгей)                  | Угорщина | греко-римська боротьба, до 120 кг | 5      |
| Кубок Владислава Пітласинські 2012                            | Угорщина | греко-римська боротьба, до 120 кг | 5      |
| Золотий Гран-прі з боротьби 2013 (Сомбатгей)                  | Угорщина | греко-римська боротьба, до 120 кг | Бронза |
| Кубок Якоба Курбі 2013                                        | Угорщина | греко-римська боротьба, до 120 кг | Срібло |
| Кубок Владислава Пітласинські 2013                            | Угорщина | греко-римська боротьба, до 120 кг | Бронза |
| Золотий Гран-прі з боротьби 2013 (Баку)                       | Угорщина | греко-римська боротьба, до 120 кг | Бронза |
| Золотий Гран-прі з боротьби 2014 (Сомбатгей)                  | Угорщина | греко-римська боротьба, до 130 кг | 5      |
| Олімпійський кваліфікаційний турнір з боротьби 2016 (Стамбул) | Угорщина | греко-римська боротьба, до 130 кг | 5      |